# Política internacional

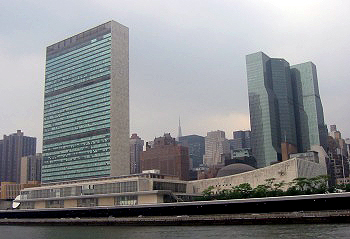
Seu de les Nacions Unides a Nova York, organització que engloba els diferents estats del mon.

La política internacional és la relació sociocultural portada a terme pels diferents actors del panorama internacional, basada generalment en les polítiques exteriors dels estats. No obstant, tot i ser els principals, hi ha molts altres actors –a més dels estats– que contribueixen a enriquir la política internacional amb llurs respectives intervencions. És el cas, en primer lloc, de les múltiples organitzacions internacionals. Però també de les entitats subestatals, empreses privades, fòrums informals, centres de recerca, etc.
Pel que fa a cada Estat, les seves prioritats en política exterior seran generalment, per lògica, el mantenir relacions amb els estats geogràficament veïns o propers, així com amb aquells països que tenen veto (i per tant, poder) a les Nacions Unides, en els organismes internacionals amb seu principalment a Nova York i Ginebra i amb aquells països amb els quals manté relacions econòmiques privilegiades.
La política exterior moderna obeeix a criteris d'Estat, a una percepció de la síntesi històrica de la ubicació d'un país al món, a una lectura adequada dels reptes de la globalització i del seu impacte en la vida de cadascun dels individus d'una nació.